# Download to Donate: Tsunami Relief
Download to Donate: Tsunami Relief — музична збірка від некомерційної організації Music for Relief, що має на меті допомогу жертвам від Тохокуського землетрусу та цунамі. Збірка випущена у 2011 на лейблах Warner Bros. Records та Machine Shop Records.

## Треклист
| #   | Назва                                                    | Тривалість |
| --- | -------------------------------------------------------- | ---------- |
| 1.  | «The Red Jumpsuit Apparatus - 21 And Up»                 | 3:05       |
| 2.  | «Angels & Airwaves - Hallucinations»                     | 4:40       |
| 3.  | «B'z - Home (Дім)»                                       | 4:14       |
| 4.  | «Hoobastank - Running Away»                              | 3:38       |
| 5.  | «Shinedown - Shed Some Light»                            | 4:42       |
| 6.  | «Сара Барелліс - Song For A Soldier (Пісня для солдата)» | 3:38       |
| 7.  | «Flyleaf - How He Loves (Як він кохає)»                  | 4:06       |
| 8.  | «Staind - Right Here (Прямо тут)»                        | 4:27       |
| 9.  | «Слеш і Майлз Кеннеді - Starlight»                       | 6:03       |
| 10. | «Counting Crows - Colorblind»                            | 3:49       |
| 11. | «R.E.M. - Man on the Moon (Чоловік на Місяці)»           | 6:04       |
| 12. | «Plain White T's - Rhythm of Love (Ритм любові)»         | 3:25       |
| 13. | «Елліотт Ямін - Self Control (Самоконтроль)»             | 2:22       |
| 14. | «Pendulum - Witchcraft»                                  | 4:20       |
| 15. | «Енріке Іглесіас - Addicted»                             | 8:31       |
| 16. | «Linkin Park - Issho Ni»                                 | 3:51       |